# Alexeter difficilis
Alexeter difficilis là một loài tò vò trong họ Ichneumonidae.